# Effelder-Rauenstein

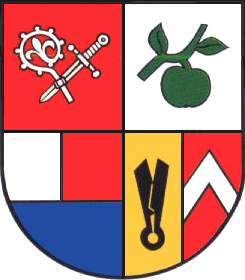
Wappen der ehemaligen Gemeinde

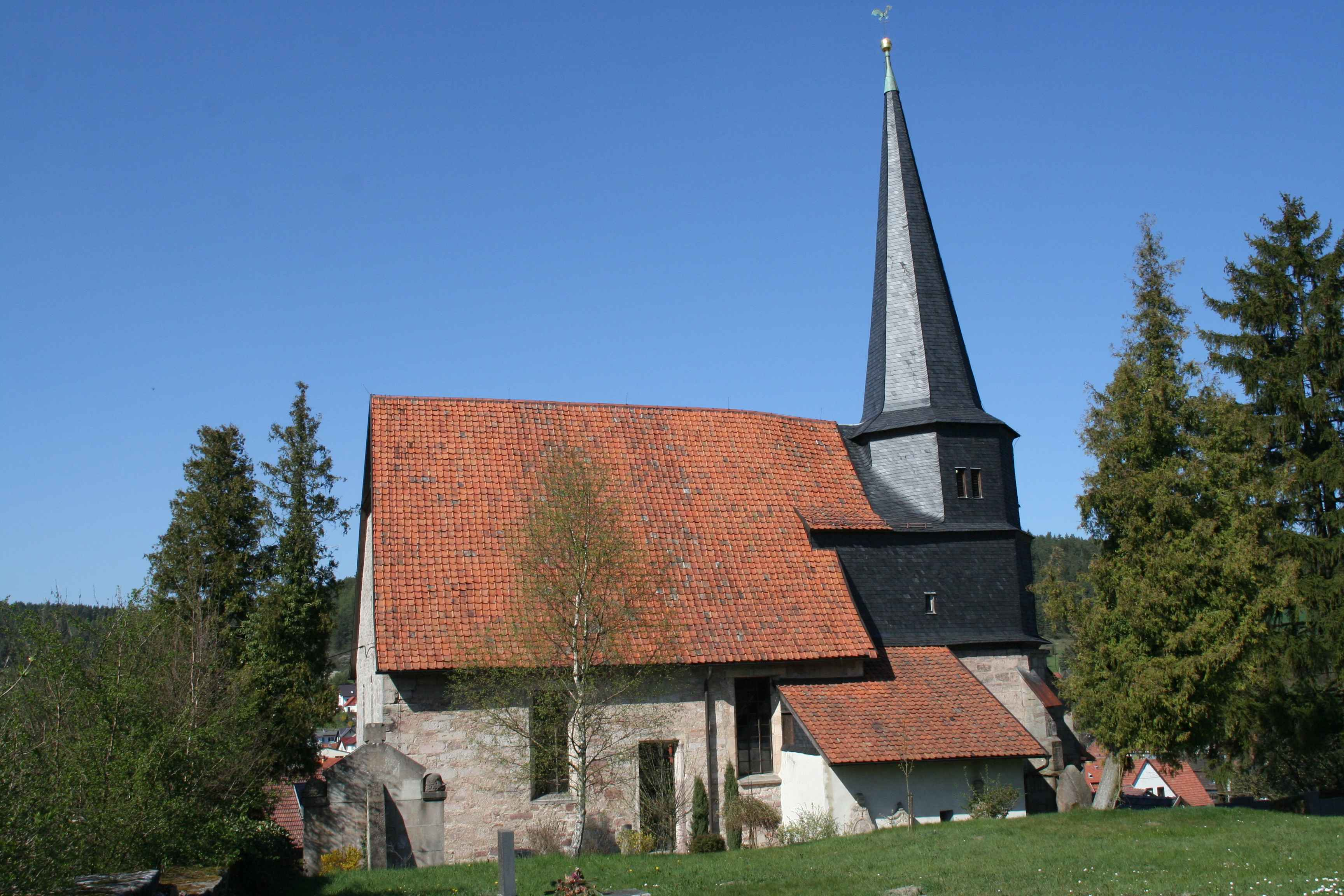
Evangelische Kilianskirche in Effelder

Effelder-Rauenstein war eine Gemeinde in Thüringen im Landkreis Sonneberg, die 1994 gebildet und am 1. Januar 2012 mit der Gemeinde Mengersgereuth-Hämmern zur Gemeinde Frankenblick zusammengeschlossen wurde.

## Geographie

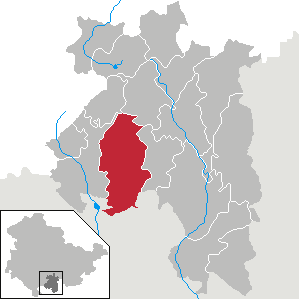
Lage der ehemaligen Gemeinde im Landkreis Sonneberg

Effelder und Seltendorf liegen im Tal der Effelder in etwa 380 Metern Höhe am Südrand des Thüringer Schiefergebirges. Effelder und Seltendorf sind Straßendörfer, die sich etwa auf 3 km an der Bundesstraße 89 erstrecken. Das Gemeindegebiet erstreckte sich auf 41,73 km². Effelder-Rauenstein lag 395 m hoch. Im Gemeindegebiet lebten zuletzt 3692 Einwohner (Stand: 31. Dezember 2010).
Rauenstein und Grümpen liegen im Tal der Grümpen am Südrand des Thüringer Schiefergebirges etwa 2 km westlich von Effelder.

### Gemeindegliederung

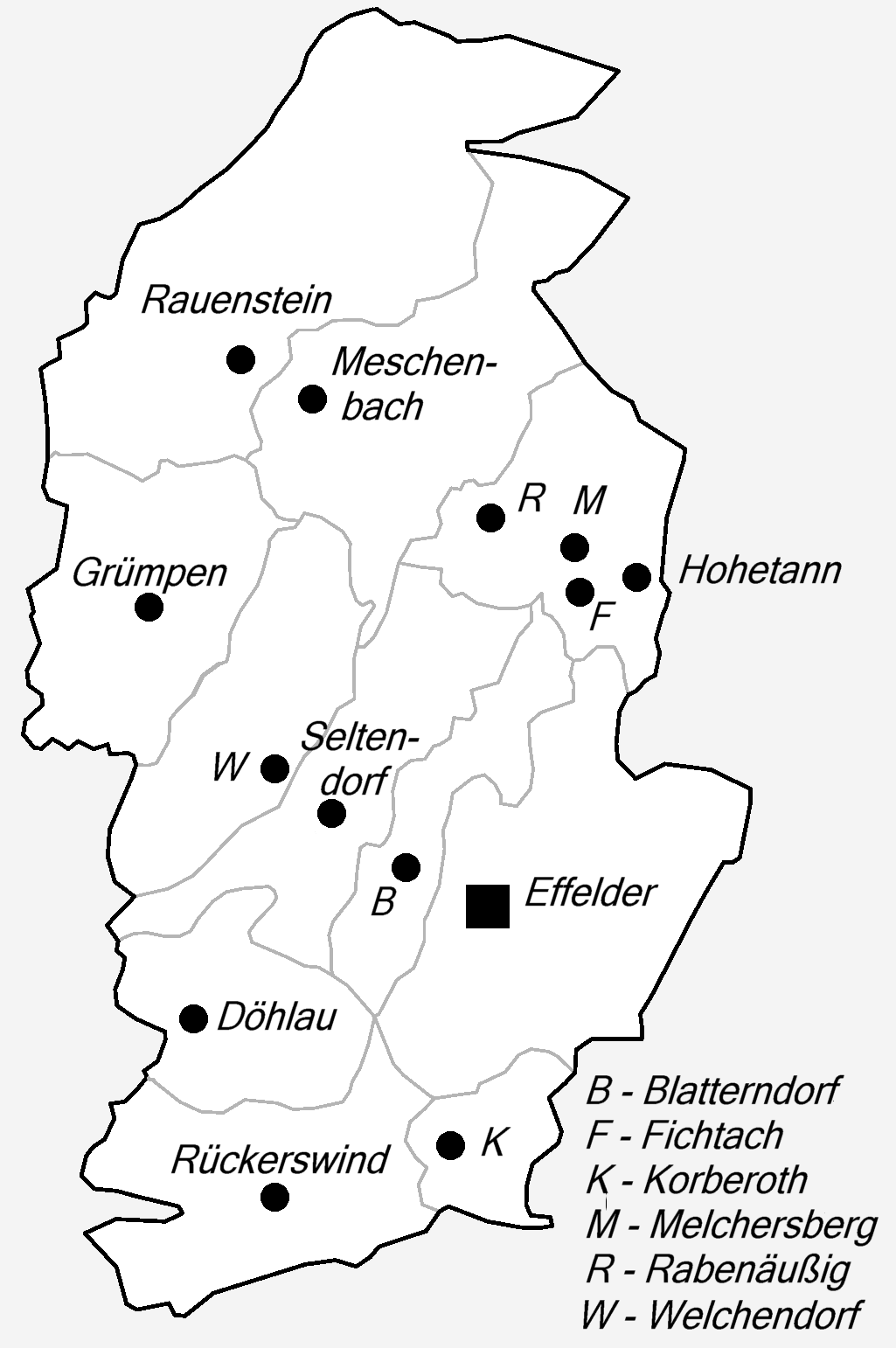
Ehemalige Gemeindegliederung

Zur Gemeinde Effelder-Rauenstein zählten folgende Ortsteile:
- Döhlau
- Effelder (mit Blatterndorf)
- Grümpen
- Meschenbach
- Rabenäußig (mit Fichtach, Hohetann und Melchersberg)
- Rauenstein
- Rückerswind
- Seltendorf (mit Welchendorf)

### Wappen
Das Gemeindewappen setzt sich aus Teilen der Wappen der ehemaligen Gemeinden Effelder und Rauenstein zusammen. Es ist geviert und zeigt in der oberen Hälfte die Elemente Bischofsstab und Apfel, in der linken unteren Hälfte die Schaumberger Farben und in der rechten unteren Hälfte das wettinische Wappen.

## Wirtschaft und Infrastruktur
Die Ortsteile profitieren von der Nähe zum Raum Coburg, in dem zahlreiche Einwohner Arbeit finden. Außerdem gibt es mehrere kleine Gewerbegebiete.
Die ehemalige Gemeinde liegt an der Bundesstraße 89, die von Sonneberg nach Eisfeld führt. Außerdem schlängelt sich die Bahnstrecke Eisfeld–Sonneberg, die von Sonneberg nach Meiningen führt, durch das Gemeindegebiet. Bahnhöfe gibt es in Effelder, Seltendorf und Rauenstein (hier mit Spitzkehre). Der ehemalige Haltepunkt Grümpen wurde im Zuge der letzten Baumaßnahmen an der Schienenstrecke zur Jahrtausendwende stillgelegt.